# Cañizar del Olivar
Cañizar del Olivar es un municipio de España perteneciente a la provincia de Teruel, en la comunidad autónoma de Aragón. Ubicado en la comarca de las Cuencas Mineras, tiene una población de 111 habitantes (INE 2024).

## Geografía
Integrado en la comarca de Cuencas Mineras, se sitúa a 86 km de la capital provincial. El término municipal está atravesado por la carretera N-211 entre los km 182 y 185, trayecto compartido con la carretera N-420. El municipio tiene un área de 22,29 km².
El relieve del territorio está determinado por el Sistema Ibérico turolense, que forma una superficie irregular con barrancos y pequeños ríos, donde son numerosas las minas de carbón. Los puntos más elevados son la loma de La Zoma (1144 m) y la Muela Quemada (1131 m). La altitud oscila entre los 1150 m al suroeste, en las estribaciones de la sierra de San Just, y los 880 m a orillas del río Estercuel junto al pueblo. Este se alza a 954 m sobre el nivel del mar. 
| Noroeste: Torre de las Arcas y Estercuel    | Norte: Estercuel | Noreste: Estercuel y Gargallo |
| Oeste: Torre de las Arcas y Castel de Cabra |                  | Este: Gargallo                |
| Suroeste: Castel de Cabra                   | Sur: La Zoma     | Sureste: Gargallo y La Zoma   |

## Historia
Hasta la reforma de la nomenclatura municipal de 1916 el municipio se llamaba simplemente Cañizar. En dicha fecha su nombre fue modificado por el de Cañizar del Olivar.

## Demografía
Cañizar del Olivar cuenta con una población de 111 habitantes (INE 2024).
| Gráfica de evolución demográfica de Cañizar del Olivar entre 1842 y 2021                                                                                              |
| |
| En los censos de hasta 1910 se denominaba Cañizar Población de derecho según los censos de población del INE Población de hecho según los censos de población del INE |

| Gráfica de evolución demográfica de Cañizar del Olivar entre 1998 y 2022 |
|                                                                          |
| Población según el padrón municipal a 1 de enero del INE.                |

## Administración y política
| Período   | Alcalde                  | Partido |  |
| --------- | ------------------------ | ------- |  |
| 1979-1983 | Pedro Miguel Pérez Prats | UCD     |  |
| 1983-1987 |                          |         |  |
| 1987-1991 |                          |         |  |
| 1991-1995 |                          |         |  |
| 1995-1999 |                          |         |  |
| 1999-2003 |                          |         |  |
| 2003-2007 |                          | PAR     |  |
| 2007-2011 |                          | CHA     |  |
| 2011-2015 | Yasmina Cuesta Mimbrero  | PSOE    |  |
| 2015-2019 | Óscar Pérez Miguel       | PAR     |  |
| 2019-2023 | Óscar Pérez Miguel       | PAR     |  |

| Partido político    | Partido político                                   | 2003   | 2007   | 2011   | 2015   |
| Partido político    | Partido político                                   | Ediles | Ediles | Ediles | Ediles |
|                     | Partido Aragonés (PAR)                             | 5      | 2      | 2      | 2      |
|                     | Partido de los Socialistas de Aragón (PSOE-Aragón) | —      | —      | 3      | 1      |
|                     | Compromiso con Aragón (CA)                         | —      | —      | 0      | 0      |
|                     | Partido Popular de Aragón (PP)                     | 0      | 0      | 0      | 0      |
|                     | Chunta Aragonesista (CHA)                          | —      | 3      | 0      | —      |
|                     | Iniciativa Aragonesa (INAR)                        | 0      | —      | —      | —      |
| Total de concejales | Total de concejales                                | 5      | 5      | 5      | 3      |